# GABARAPL1
GABARAPL1 (англ. GABA type A receptor associated protein like 1) – білок, який кодується однойменним геном, розташованим у людей на 12-й хромосомі. Довжина поліпептидного ланцюга білка становить 117 амінокислот, а молекулярна маса — 14 044.
| 10         |  | 20         |  | 30         |  | 40         |  | 50         |
| ---------- |  | ---------- |  | ---------- |  | ---------- |  | ---------- |
| MKFQYKEDHP |  | FEYRKKEGEK |  | IRKKYPDRVP |  | VIVEKAPKAR |  | VPDLDKRKYL |
| VPSDLTVGQF |  | YFLIRKRIHL |  | RPEDALFFFV |  | NNTIPPTSAT |  | MGQLYEDNHE |
| EDYFLYVAYS |  | DESVYGK    |  |            |  |            |  |            |

A: Аланін

D: Аспарагінова кислота

E: Глутамінова кислота

F: Фенілаланін

G: Гліцин

H: Гістидин

I: Ізолейцин

K: Лізин

L: Лейцин

M: Метіонін

N: Аспарагін

P: Пролін

Q: Глутамін

R: Аргінін

S: Серин

T: Треонін

V: Валін

Кодований геном білок за функцією належить до ліпопротеїнів. 
Задіяний у таких біологічних процесах, як автофагія, альтернативний сплайсинг. 
Локалізований у цитоплазмі, цитоскелеті, мембрані, ендоплазматичному ретикулумі, цитоплазматичних везикулах, апараті гольджі.